# Deutsches Zentrum für Luft- und Raumfahrt

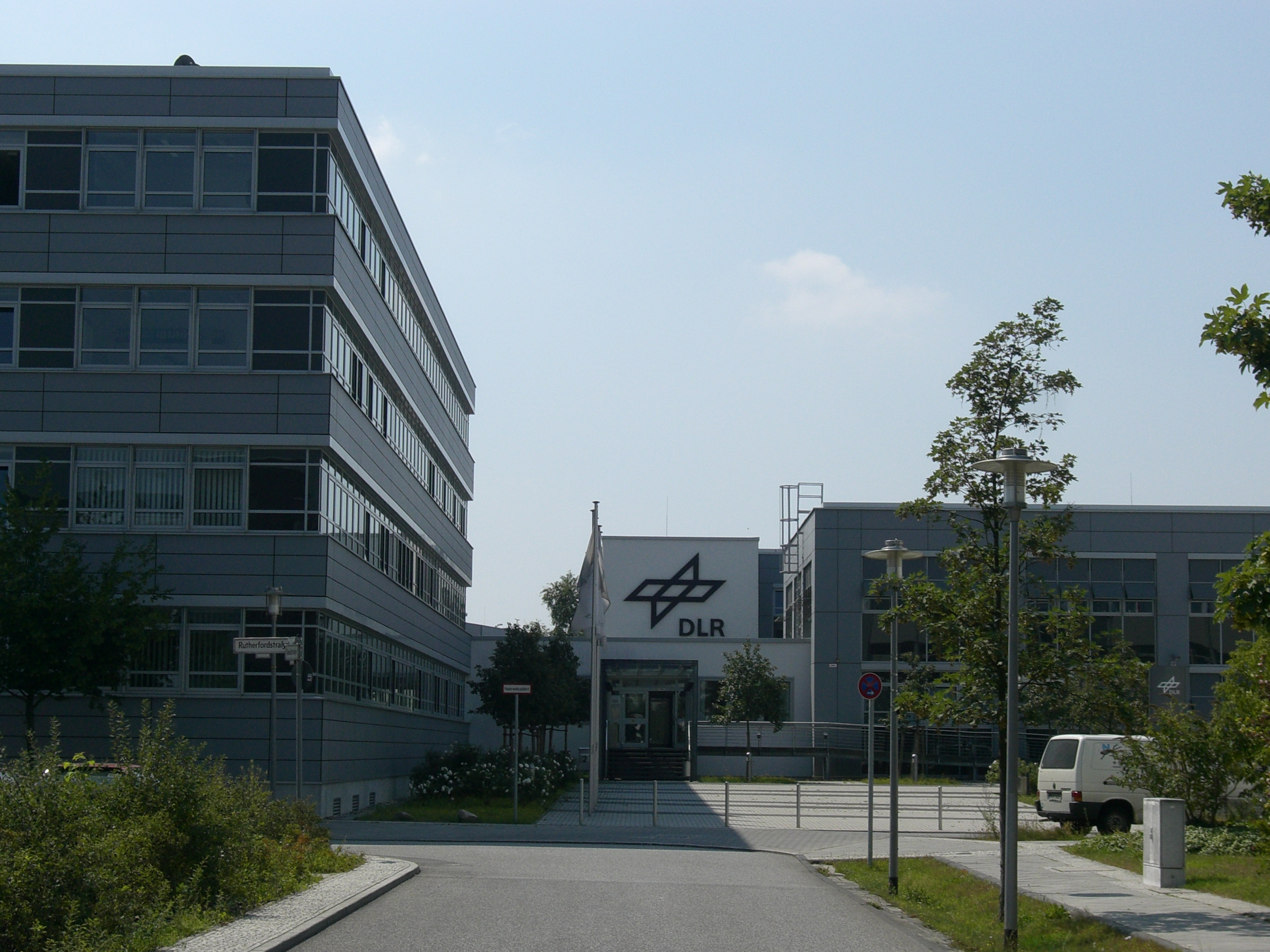
DLR-kantoor in Berlijn, 2007

Het Deutsches Zentrum für Luft- und Raumfahrt (DLR) is het Duitse nationale onderzoekscentrum voor lucht- en ruimtevaart.
Het DLR doet onderzoek op het gebied van aeronautica, ruimtevaart, transport en (groene) energie. Ook is DLR verantwoordelijk voor het complete Duitse ruimtevaartprogramma en alle internationale samenwerking daarin.
Er werken ongeveer 9800 mensen voor DLR; er zijn 54 verschillende instituten op 30 plaatsen in Duitsland: Aken, Aachen-Merzbrück, Augsburg, Berlijn, Bonn, Braunschweig, Bremen, Bremerhaven, Cochstedt, Cottbus, Dresden, Geesthacht, Göttingen, Hamburg, Hannover, Jena, Jülich, Keulen (hoofdkantoor), Lampoldshausen, Neustrelitz, Oberpfaffenhofen, gem. Weßling, Oldenburg, Rheinbach, St. Augustin, Stade, Stuttgart, Trauen, gem. Munster, Ulm, Weilheim in Oberbayern en Zittau.